# Berod bei Wallmerod
Berod bei Wallmerod är en kommun och ort i Westerwaldkreis i förbundslandet Rheinland-Pfalz i Tyskland med cirka 600 invånare. Orten liggen i Westerwald mellan Montabaur och Wetzlar
Kommunen ingår i kommunalförbundet Verbandsgemeinde Wallmerod tillsammans med ytterligare 20 kommuner.